# 山田二千華
山田 二千華（やまだ にちか、2000年2月24日 - ）は、日本の女子バレーボール選手。

## 来歴
バレーボールを始めたのは豊田市立逢妻中学校1年生の時で、両親の影響を受けた。
中学2年生の時、全国の各地の有望な高校生48人と中学生4人が選抜され、4チームで戦う全日本ジュニアオールスタードリームマッチに出場。中学3年生の時、愛知県代表として、全国都道府県対抗中学大会に出場した。
高校時代は、第11回アジアユース女子バレー選手権のメンバーに選ばれ、中国を破って優勝した。2017年11月に第70回全日本高等学校選手権大会の愛知県大会の決勝で優勝、8年ぶり14回目の全国大会の切符を手に入れた。その時はチームの主将として活躍した。
2018年の高校卒業後、NECレッドロケッツに入団。
第20回女子ジュニア世界選手権で優勝。第20回アジア選手権も優勝、ベストミドルブロッカー賞を受賞。
2020年度に日本代表に登録。
2021年、東京オリンピック日本代表の最終メンバーに選出され、予選ラウンド4日目となる31日の試合（韓国戦）にスタメン出場。五輪デビューを果たした。しかし、この試合ではスパイクやブロックでチームに貢献できず、第1セット序盤で交代となった。それにより自信をなくし、自分に大きな失望感を持つようになった。2021年が終わる頃にインタビューで五輪の事に触れられて泣き出したことがあり、苦しい思い出となった。
2022年も日本代表に選出され、ネーションズリーグに出場。成長のために何が必要なのかを積極的に考えるようになり、ロンドン五輪で銅メダルを獲得したメンバーが「アントラージュ」として合宿のサポートをしたこともあり、荒木絵里香らからアドバイスを求めるようになった。世界選手権にも出場し、ブロックポイントとブロックタッチが明らかに増え、チームへの貢献度が増した。特に、準々決勝のブラジル戦では、ブロックで7点、アタックで12点の計19得点を取る活躍をした。しかし、チームはそのブラジル戦でフルセットの大熱戦の末に敗れ、涙を流して悔しさを露わにした。ただ、ここまで来れたことは自信にもつながった様子で、世界選手権からの帰国時に取材され「来年はもっともっと強くなって帰ってきたい」と力強くコメントした。
2023年4月、2022-23 V.LEAGUE DIVISION1 WOMENにてチーム6年ぶりの優勝に貢献した。同年9月に行われたパリ五輪予選に出場し、ブルガリア戦ではサーブで4得点するなど貢献した。
2024年3月、2023-24 V.LEAGUE DIVISION1 WOMENではチームの2年連続優勝に貢献した。同年5-6月開催のネーションズリーグでは中国戦での勝利に貢献するなどして、パリ五輪の出場権獲得を果たした。

## 人物
- 身長184cm[1]と高さもあり、所属するNECレッドロケッツの中での期待は大きく、チームの中心になるべき選手と見られる。そのため、スタッフだけでなく古賀紗理那からも、他の選手よりも厳しめに叱咤されることがある[7]。
- 五輪に4度出場した同ポジションの荒木絵里香は、山田が日本代表に入る前から注目していて、「ちょっと脅威を感じている」と現役時代に話していた[7]。

## 球歴
- 日本代表 - 2019年-
  - オリンピック - 2021年、2024年
  - 世界選手権 - 2022年
  - ネーションズリーグ - 2021年、2022年、2023年、2024年、2025年
  - アジア選手権 - 2019年

## 所属チーム
- 豊橋中央高等学校（2015-2018年）
- NECレッドロケッツ/NECレッドロケッツ川崎（2018年-）

## 個人成績
V.LEAGUEの個人成績は下記の通り（ファイナルステージ含む）。
| 大会            | チーム          | 出場     | 出場        | アタック | アタック | アタック | アタック | バックアタック | バックアタック | バックアタック | バックアタック | アタック 決定本数 | ブロック | ブロック       | サーブ | サーブ         | サーブ   | サーブ | サーブ | サーブ   | サーブレシーブ | サーブレシーブ | サーブレシーブ | サーブレシーブ | 総得点      | 総得点      | 総得点   | 総得点      |
| --------------- | --------------- | -------- | ----------- | -------- | -------- | -------- | -------- | -------------- | -------------- | -------------- | -------------- | ----------------- | -------- | -------------- | ------ | -------------- | -------- | ------ | ------ | -------- | -------------- | -------------- | -------------- | -------------- | ----------- | ----------- | -------- | ----------- |
| 大会            | チーム          | 試 合 数 | セ ッ ト 数 | 打 数    | 得 点    | 失 点    | 決 定 率 | 打 数          | 得 点          | 失 点          | 決 定 率       | セ ッ ト 平 均    | 得 点    | セ ッ ト 平 均 | 打 数  | ノ 丨 タ ッ チ | エ 丨 ス | 失 点  | 効 果  | 効 果 率 | 受 数          | 成 功 ・ 優    | 成 功 ・ 良    | 成 功 率       | ア タ ッ ク | ブ ロ ッ ク | サ 丨 ブ | 得 点 合 計 |
| V1 2018-19      | NEC             | 10       | 0           | 0        | 0        | 0        | -        | 0              | 0              | 0              | -              | -                 | 0        | -              | 0      | 0              | 0        | 0      | 0      | -        | 0              | 0              | 0              | -              | 0           | 0           | 0        | 0           |
| V1 2019-20      | NEC             | 12       | 33          | 115      | 43       | 8        | 37.4     | 0              | 0              | 0              | -              | 1.3               | 27       | 0.82           | 111    | 1              | 0        | 11     | 41     | 7.7      | 1              | 0              | 0              | 0              | 43          | 27          | 1        | 71          |
| V1 2020-21      | NEC             | 22       | 67          | 217      | 82       | 10       | 37.8     | 0              | 0              | 0              | -              | 1.22              | 39       | 0.58           | 233    | 1              | 6        | 16     | 56     | 7.3      | 24             | 10             | 6              | 54.2           | 82          | 39          | 7        | 128         |
| V1 2021-22      | NEC             | 32       | 115         | 381      | 178      | 17       | 46.7     | 2              | 2              | 0              | 100            | 1.55              | 50       | 0.43           | 469    | 8              | 16       | 24     | 131    | 10.8     | 42             | 25             | 7              | 67.9           | 178         | 50          | 24       | 252         |
| 通算：4シーズン | 通算：4シーズン | 76       | 215         | 713      | 303      | 35       | 42.5     | 2              | 2              | 0              | 100.0          | 1.41              | 116      | 0.54           | 813    | 10             | 22       | 51     | 228    | 9.4      | 67             | 35             | 13             | 61.9           | 303         | 116         | 32       | 451         |